# Suttons Bay Township
Suttons Bay Township är administrativ huvudort i Leelanau County i den amerikanska delstaten Michigan. Leland var huvudort mellan 1883 och 2006, varefter countyt fick en ny förvaltningsbyggnad i Suttons Bay Township utanför byn Suttons Bay. Byn Suttons Bay ingår i Suttons Bay Township. Enligt 2010 års folkräkning hade Suttons Bay Township 2 982 invånare.